# 伊東倫厚
伊東 倫厚（いとう ともあつ、1943年10月24日 - 2007年1月6日）は、日本の東洋学者。元北海道大学大学院文学研究科教授。専門は儒家思想、経学。

## 経歴
1943年生まれ。都立戸山高校を卒業し、東京大学に進学。同大学大学院に進み、博士課程を単位取得後中退。
その後は東京大学助手に採用された。北海道大学に移り、1974年より助教授、1990年より教授。学界では、日本中国学会理事、全国漢文教育学会理事、社団法人北海道将棋連盟理事長などの要職を務めた。2007年1月6日午後0時55分膵臓癌のため死去。享年63歳。

## 受賞・栄典
- 2007年：死去と同時に正四位に叙され、瑞宝中綬章を受章。

## 家族・親族
- 妻：伊東秀子は弁護士・政治家。

## 著作
著書
- 『孟子：その行動と思想』評論社(東洋人の行動と思想) 1973
- 『伊藤仁斎 付伊藤東涯』明徳出版社(叢書・日本の思想家) 1983

共編著
- 『鹽鐵論索引』北海道中国哲学会編、東豊書店 1988
- 『漢字典』小和田顯・遠藤哲夫・宇野茂彦・大島晃共編、旺文社 1999
  - 第2版 2011年、第3版 2014年

訳校註書
- 『稿本三禮通論譯注』皮錫瑞著、伊東ほか訳注、1989
- 『張南軒の太極説』(易學研究資料叢刊 1)日本周易学会 2003
- 『易学哲学史』朱伯崑著、近藤浩之共編、朋友書店 2009

## 資料
- 「伊東倫厚教授追悼記念」『中国哲学』35号, 北海道大学中国哲学会, 2007年.
- 「伊東倫厚教授主要業績」『中国哲学』35号, 北海道大学中国哲学会, 2007年.
- 佐藤錬太郎2007「追悼 伊東倫厚教授を偲ぶ」『東方學』114号, 東方学会,199-201頁.